# Les Trois Lois de la sexualité robotique
Les Trois Lois de la sexualité robotique est une nouvelle de Roland C. Wagner datant de 1982 et pastichant les trois lois de la robotique d'Isaac Asimov.
- Première loi : un robot ne peut accorder d'étreinte à un être humain sans son accord ni, restant passif, laisser cet être humain se consacrer au plaisir solitaire.
- Deuxième loi : un robot doit obéir à tous les désirs pervers des êtres humains, sauf si ces désirs sont en contradiction avec la Première Loi.
- Troisième loi : un robot doit protéger sa virginité dans la mesure où cette protection n'est pas en contradiction avec la Première ou la Deuxième Loi.